# Арбер Зенели
Арбер Зенели (алб. Arbër Zeneli; Сетер, 25. фебруар 1995) албански је фудбалер са Косова и Метохије и репрезентативац Републике Косово. Тренутно наступа за Ремс и игра на позицији крилног нападача.

## Успеси
Елфсборг
- Куп Шведске: 2013/14.[11]

 Шведска до 21
- Европско првенство у фудбалу до 21 године: 2015.[12]

Појединачни
- Најбољи фудбалер Републике Косово: 2018.[13]